# Bismarckturm (Coburg)
Der Bismarckturm in Coburg ist eines der vielen bis heute erhalten gebliebenen Bismarckdenkmäler Deutschlands. Der 1901 errichtete 16 Meter hohe Aussichtsturm aus Sandstein steht im westlichen Teil der Stadt am Himmelsacker 63.

## Baugeschichte
Um den Bau des Turmes voranzubringen, wurde ein Bismarckturmkomitee gegründet, dessen Vorsitzender Gebhardt war. Das Komitee wählte den preisgekrönten Entwurf Götterdämmerung des Architekten Wilhelm Kreis. Den Bauplatz für den Turm stellte Herzog Alfred von Sachsen-Coburg und Gotha zur Verfügung. Der Standort auf dem höchsten Punkt des Himmelsackers wurde in der Absicht gewählt, zusammen mit den drei bestehenden Landmarken Veste Coburg, Schloss Callenberg und Eckardtsturm ein Türmerechteck auf den Anhöhen um die Innenstadt Coburgs mit gegenseitiger Sichtverbindung zu bilden. Die Bauplanung und -ausführung übernahm Carl Kleemann; die Baukosten betrugen 16.000 Mark. Als Baumaterial wurde grauweißer Sandstein aus einem Steinbruch im nahegelegenen Ort Weißenbrunn am Forst verwendet. Nach der am 2. September 1900 erfolgten Grundsteinlegung wurde der Turm am 30. Juni 1901 eingeweiht.

## Baubeschreibung

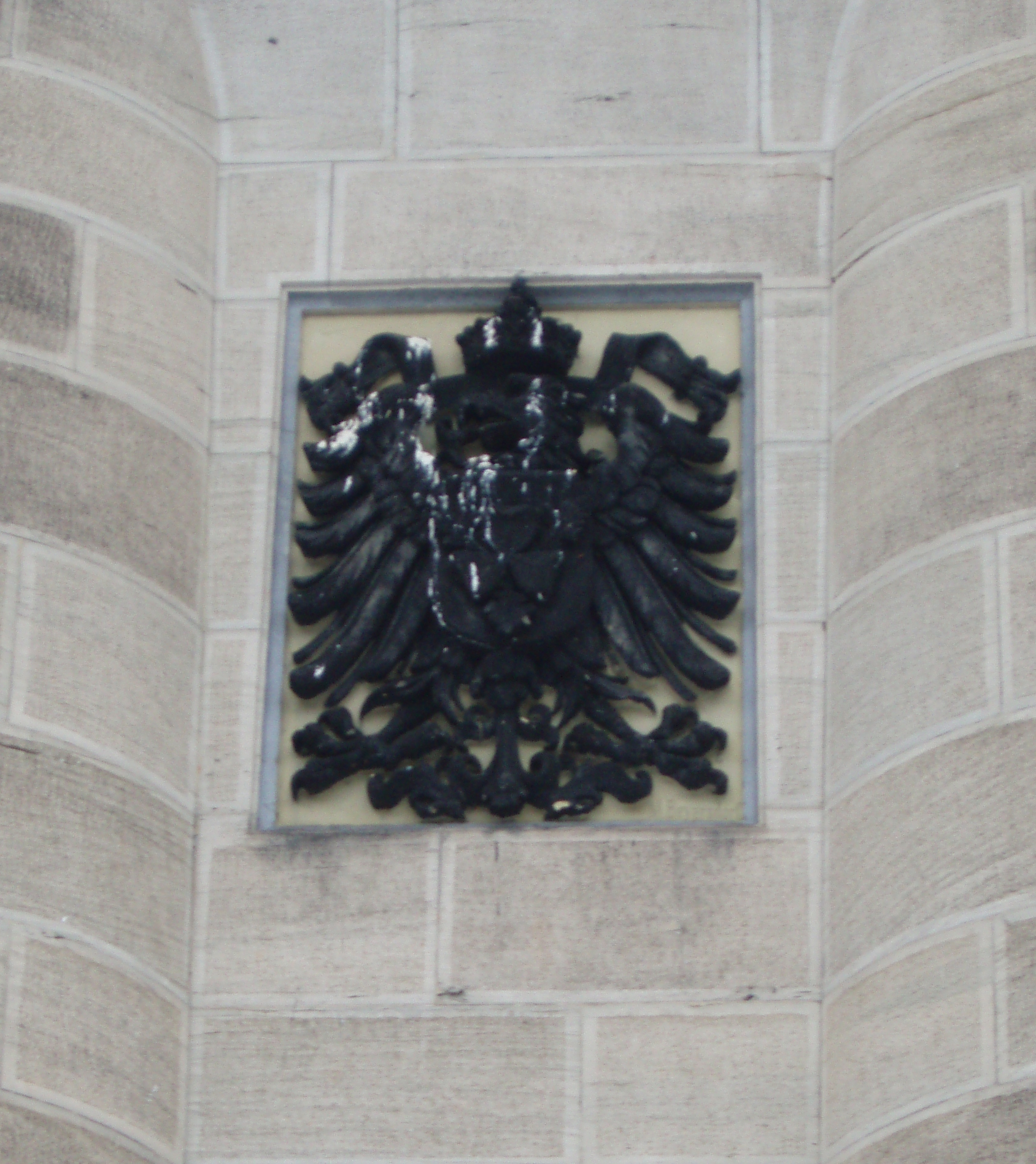
Bronzewappen an der Ostseite, Motiv Deutscher Reichsadler

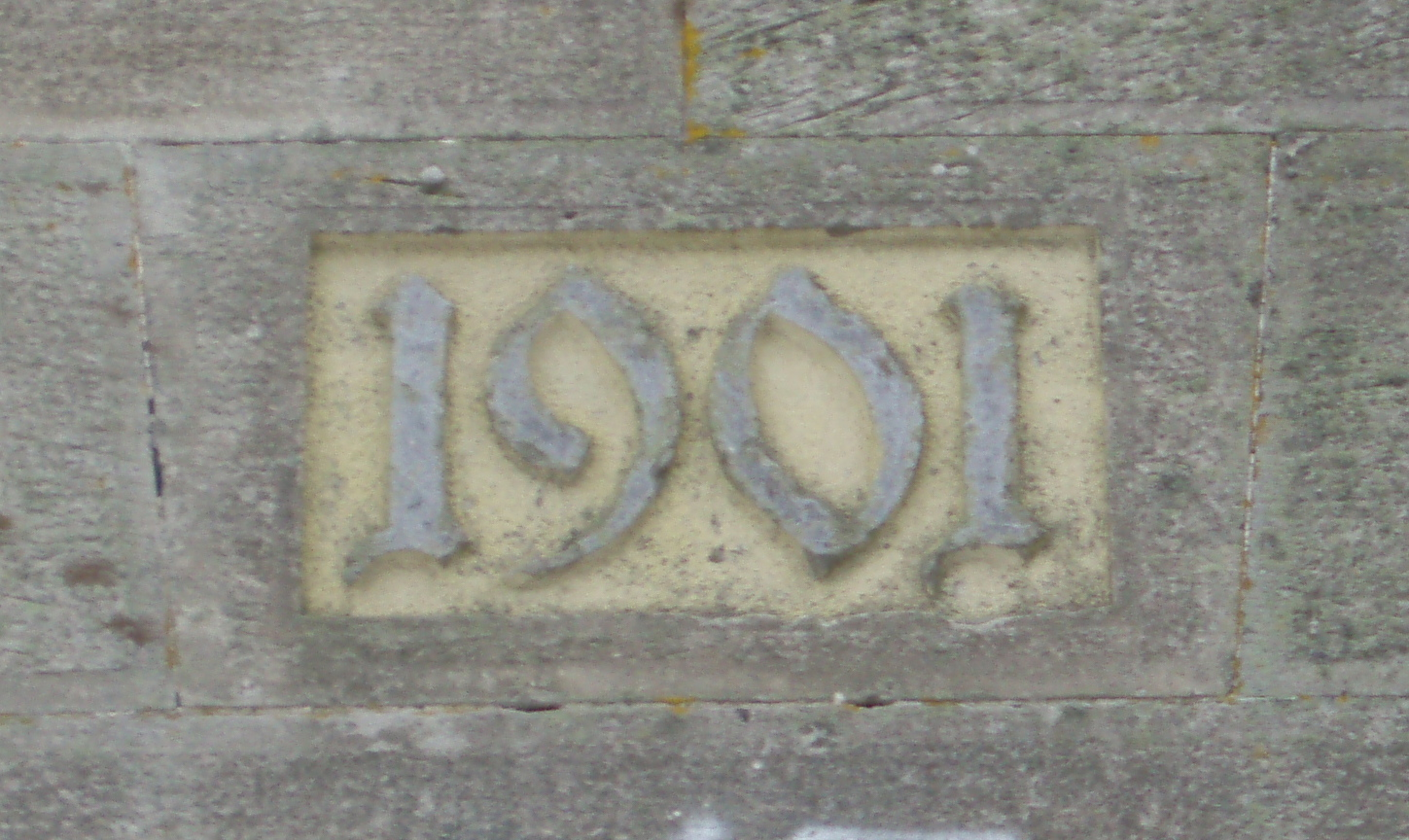
Jahreszahl „1901“ an der Westseite über der Metalltür

Die Basis des Turmbaus bildet ein quadratisches, zweigeschossiges Podest. Beide Podeststufen sind 80 Zentimeter hoch; die untere misst 11,5 Meter × 11,5 Meter, die obere 8,9 Meter × 8,9 Meter. Darüber befindet sich der eigentliche 1,60 Meter hohe Turmsockel mit einem Grundriss von 6,35 Metern × 6,35 Metern. Auf der Westseite führt durch Podest und Sockel eine zwölfstufige Zugangstreppe zur Tür am Turmpylon.
Das Mauerwerk des Turmpylons besteht aus 14 Reihen von gepickten, 60 Zentimeter hohen, grauweißen Sandsteinquadern. Die vier Kanten des quadratischen Turmpylons sind mit wuchtigen Dreiviertelsäulen versehen. Die der Innenstadt Coburgs zugewandte Ostseite des Turmes ist mit einem vom Bildhauer Max Beyersdorf geschaffenen Bronzewappen des Deutschen Reiches in einer gelben Sandsteinblende geschmückt. Die Nord- und Südseite sind jeweils mit einem Lichtschlitz versehen. Auf der Westseite ist über der Metalltür auf einem Sandsteinquader die Jahreszahl 1901 angebracht. Am oberen Ende des Turmpylons wird ein umlaufendes glattes Gebälk von zwei begleitenden Bändern geziert; darüber sitzt ein Echinus. Bekrönt wird das Denkmal von einem dreistufigen Oberbau. Im Inneren des Turmpylons führt eine von den Lichtschlitzen erhellte Holztreppe zu einer Aussichtsplattform. Dort befand sich eine Feuerschale (Drahtkorb), in der früher 75 kg Kolophonium, 37,5 kg Petroleum und Baumwolldochte entzündet wurden, das ein Feuer mit einer Flammenhöhe von 4 bis 5 Metern bei einer Brenndauer von zwei Stunden ergab. Von 1964 bis 2008 stand auf dem Turm eine Fernseh-Umsetzeranlage. Bei der Erneuerung der Treppe und des Daches 1996 wurde auch der Sandstein restauriert.

## Sonstiges
Das Innere des Bismarckturmes ist nicht publikumszugänglich (Stand: April 2012). In unmittelbarer Nähe des Turmes befindet sich ein neuklassizistisches Wasserwerk, das ebenso wie der Bismarckturm selbst unter Denkmalschutz steht.